# Театр в Тиндариде
Театр в греческом городе Тиндарида — античное сооружение в современном Тиндари (Сицилия), построенное в конце IV века до н. э.
Кавея театра выдолблена в скальной породе, её диаметр — 76 м. Театр рассчитан примерно на 7000 зрителей. Зрительские места сделаны по греческому обычаю в форме лестницы (со ступенями 0,4 м высотой и 0,7 м глубиной); они обращены на север, в сторону моря и Липарских островов.
В императорскую эпоху театр был приспособлен для зрелищных представлений. Старое здание было роскошно украшено. Греческая скена была перестроена: ныне можно увидеть остатки типично римской арки. Первый из 28 рядов был удалён, а орхестра занижена и превращена в арену, ограждённую барьером, который расположился как раз на месте первого ряда. В таком театре можно было без риска для жизни смотреть гладиаторские бои и травли зверей.
В 1939 году восстановлены остатки скены. С 1956 года в июне каждого года в древнем театре проходит фестиваль искусств.